# Telencefal

Embriogeneza sistemului nervos: prozencefalul se dezvoltă în telencefal și diencefal.

Localizarea telencefalului omenesc (cu roşu)

Telencefalul (din limba greacă: telos - τελόσ = "sfârșit", și enkephalos - ενκεφαλόσ = "în cap") este un organ ce constă din 2 emisfere cerebrale, separate prin fisura longitudinală și unite în profunzimea ei prin corpul calos, comisura anterioară, comisura posterioară și comisura fornixului. Cavitatea encefalului formează în fiecare din cele 2 emisfere ventriculii laterali drept și stâng. Fiecare emisferă a creierului mare constă dintr-un strat de substanță cenușie periferică - scoarța cerebrală (mantia), substanța albă - situată în profunzimea ei și conținând aglomerări de substanță cenușie, care constituie nucleii bazali. Linia limitrofă dintre telencefal și diencefal, care-l succedă, trece prin regiunea în care capsula internă aderă la partea laterală a talamusului.
Pe suprafața emisferelor cerebrale se gasesc o serie de șanțuri,care în dependență de momentul apariției și adîncimea lor au fost împărțite in trei grupuri:1.Șanțuri primare-care apar primele,chiar in perioada fetală.Ele sunt mai adînci,au un caracter mai constant ca așezare și delimitează lobii emisferelor cerebrale (șanțurile central,lateral,parietooccipital);
2.șanțuri secundare care delimitează circumvoluțiunile (girusurile).
3.șanțuri terțiare,mai puțin adînci,care împart circumvolutiunile în porțiuni mai mici și nu sunt constante.

## Importanță
Telencefalul (creierul olfactiv, nucleele bazale și scoarța cerebrală) este specializat în realizarea diverselor funcții, care au semnificație vitală pentru organismul omului. Creierul olfactiv asigură formarea simțului mirosului și a funcțiilor vegetativ-olfactive legate de acesta (modificări respiratorii, modificări ale mișcărilor stomacului, ale tensiunii arteriale, mișcări de lingere, de masticație, deglutiție, salivație, micțiune). Nucleele bazale sunt responsabile de coordonarea mișcărilor involuntare (mimica feței în timpul vorbirii). Scoarța cerebrală îndeplinește funcții senzoriale și senzitive, motorii, psihice, localizate în diferite zone corticale.

## Divizare morfologică
Telencefalul este reprezentat prin emisfere cerebrale.Fiecare emisferă cerebrală prezintă pentru descriere trei fețe,trei margini și trei poli.
Fețele:superolaterală-convexă;medială-plană și fața inferioară.
Marginile:superioară-separă fețele superolaterală și medială;inferolaterală-separă fețele superolaterală și inferioară;
inferomedială-separă fețele medială și inferioară;